# Muelle fiscal de Progreso
El muelle fiscal de Progreso, también conocido como puerto de altura debido a su capacidad de recibir embarcaciones de gran calado, es un muelle ubicado en la ciudad y puerto de Progreso de Castro, Yucatán, México, originalmente construido por la empresa danesa Christiani and Nielsen entre 1939 y 1941 con una longitud de 2 kilómetros mar adentro. Después de sus diferentes ampliaciones, es considerado desde el año 2023 por Guinness World Records como el muelle más largo del mundo, con una longitud total de 8,018.96 metros, siendo galardonado con dicho título, convirtiéndolo en uno de los muelles más representativos de México.
El muelle es administrado y operado por la Administración del Sistema Portuario Nacional (ASIPONA), órgano dependiente de la Secretaría de Marina.

## Historia
El viaducto fue construido entre 1937 y 1939 originalmente con 2 kilómetros de longitud, al momento de su construcción las autoridades mexicanas tenían  la idea de un muelle al que tuviesen que proporcionarle poco o ningún mantenimiento, pues en otras obras portuarias del país se presentaban problemas de corrosión que querían evitarse. En 1985 iniciaron los trabajos de extensión del muelle hasta los 6.5 km, inaugurándose en el año 1989. En el año 2000 se inauguró la construcción de 40 hectáreas más de relleno, con resultado de un canal de navegación de 7.5km.
En febrero de 2014 inició la construcción de un viaducto alterno de 2.5 kilómetros, ampliando la funcionalidad del muelle 50 años más, obra que finalizó y fue inaugurada a principios de mayo de 2017 por el presidente de México, Enrique Peña Nieto, y el gobernador de Yucatán, Rolando Zapata Bello.

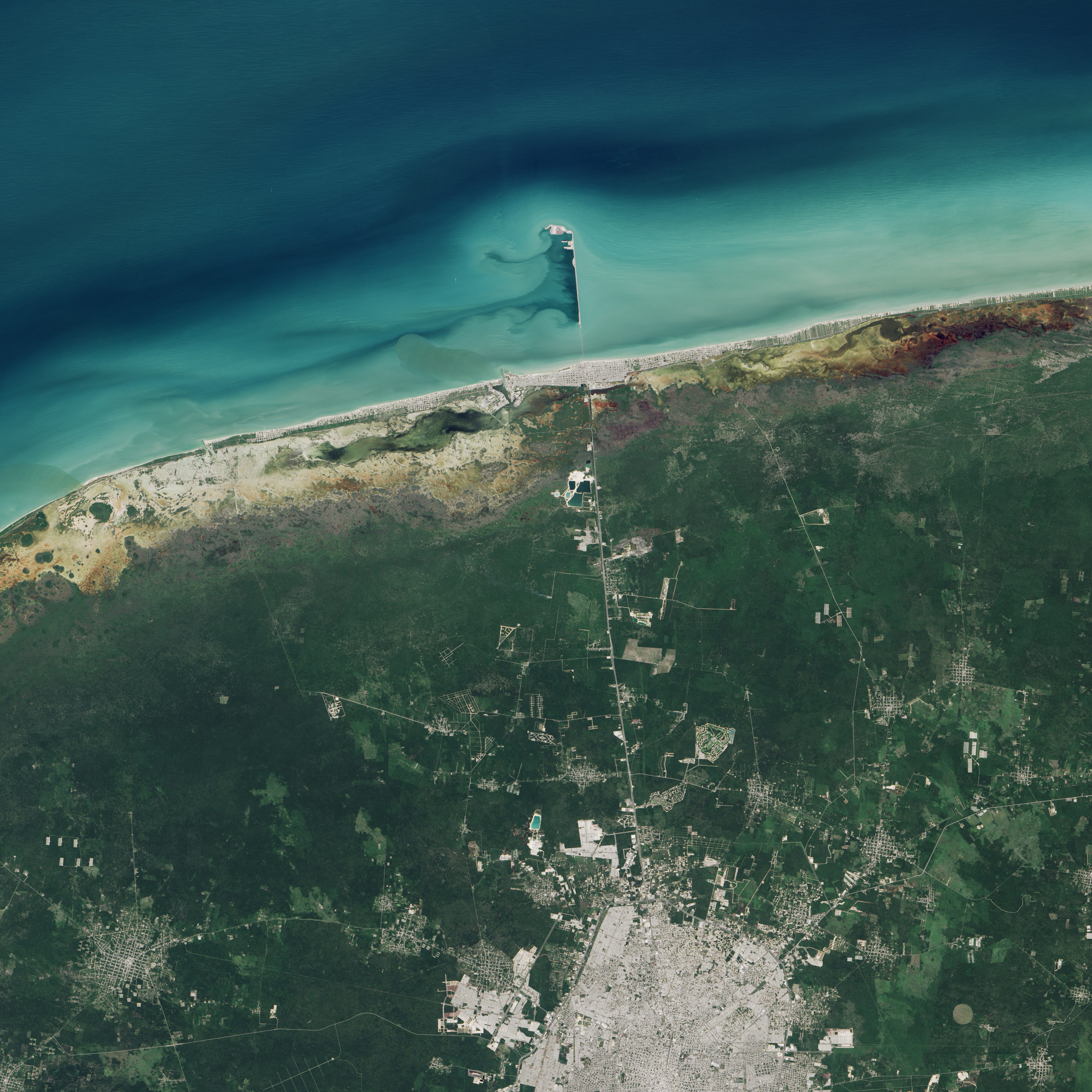
Posibles efectos medioambientales que provoca el muelle de Progreso. Foto del Observatorio terrestre de la NASA.

En el año 2023 fue galardonado con el Record Guinness como el muelle más largo del mundo, con una longitud máxima de 8,018.98 metros. 

## Galería

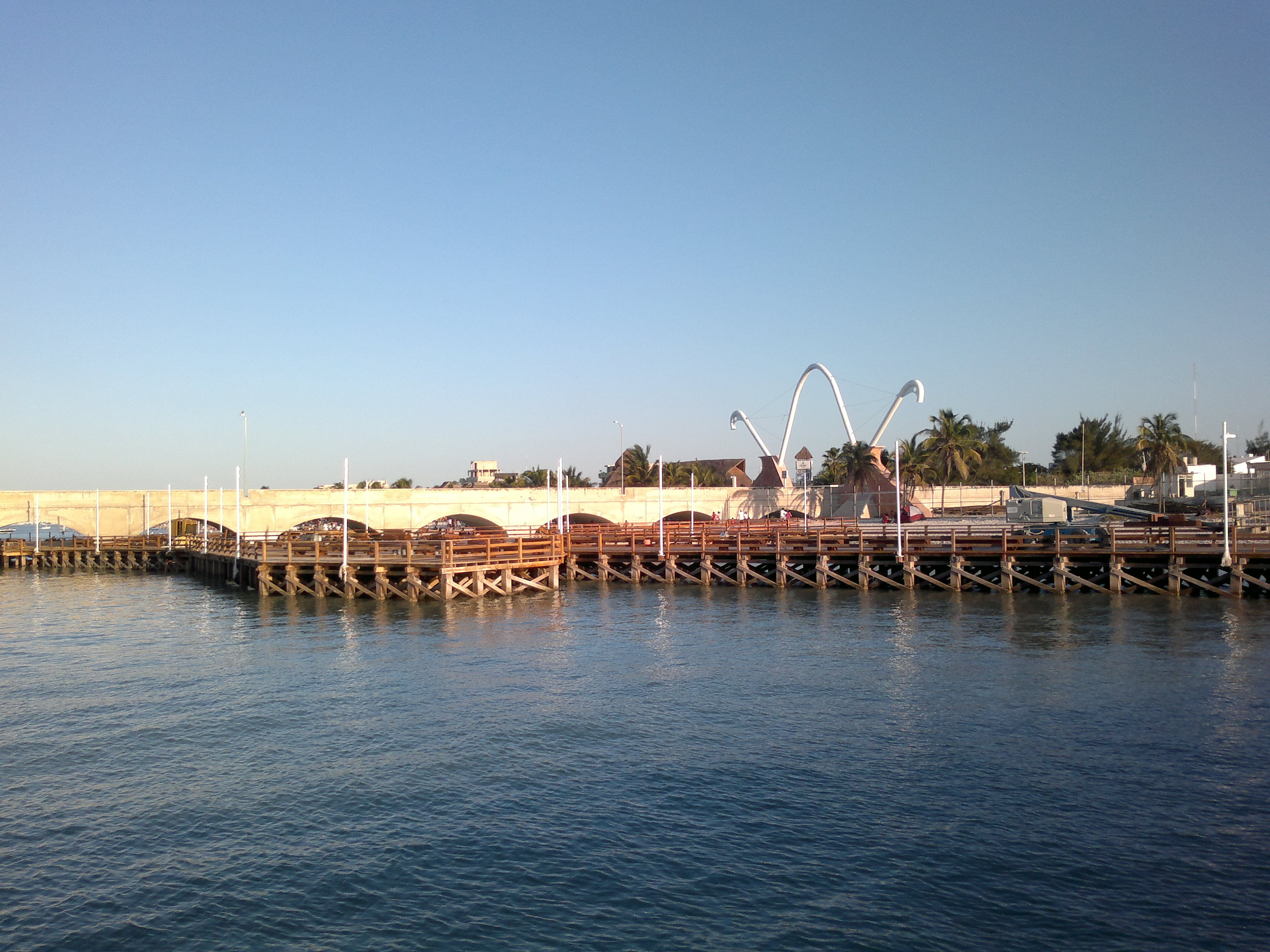
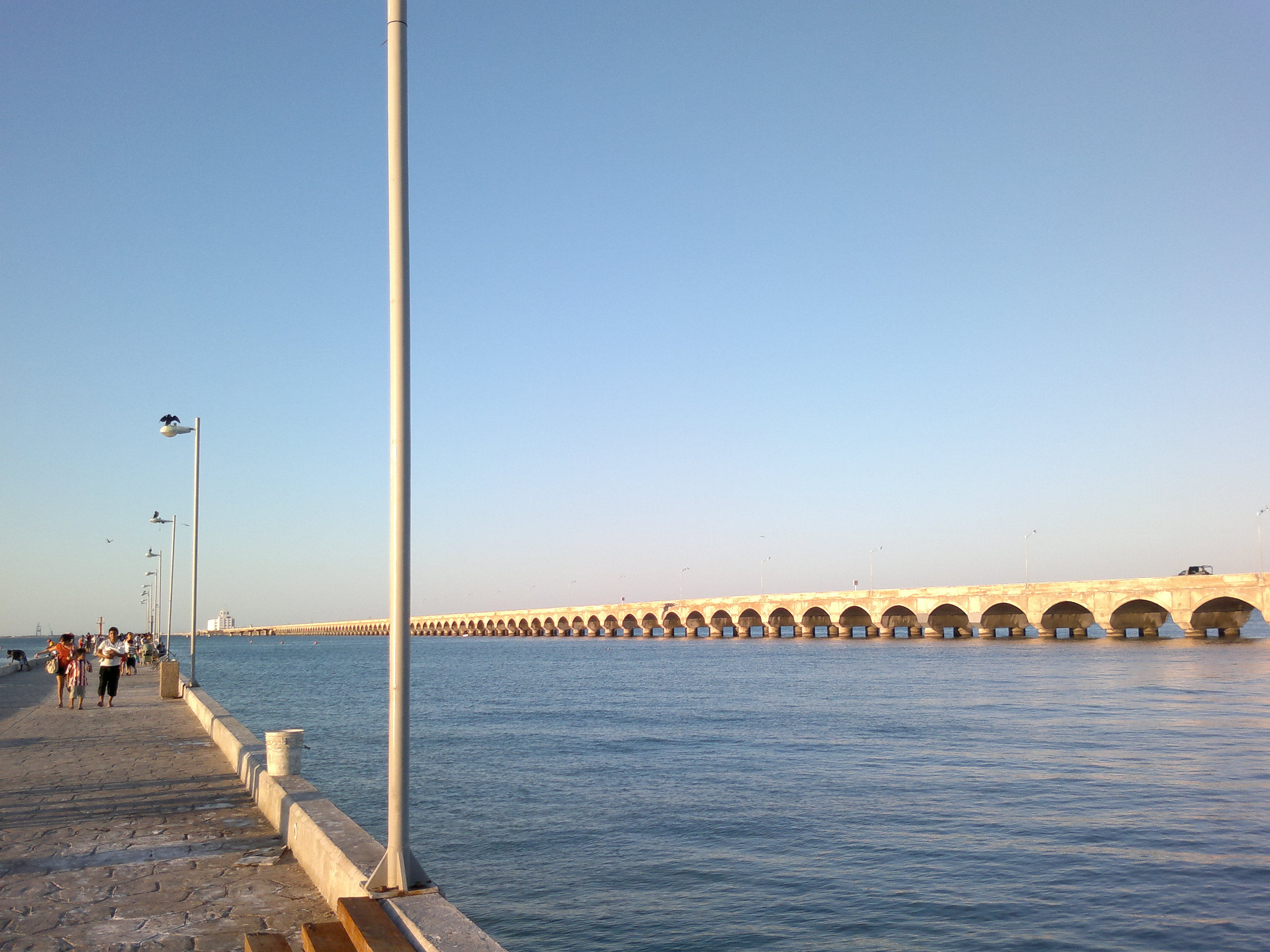
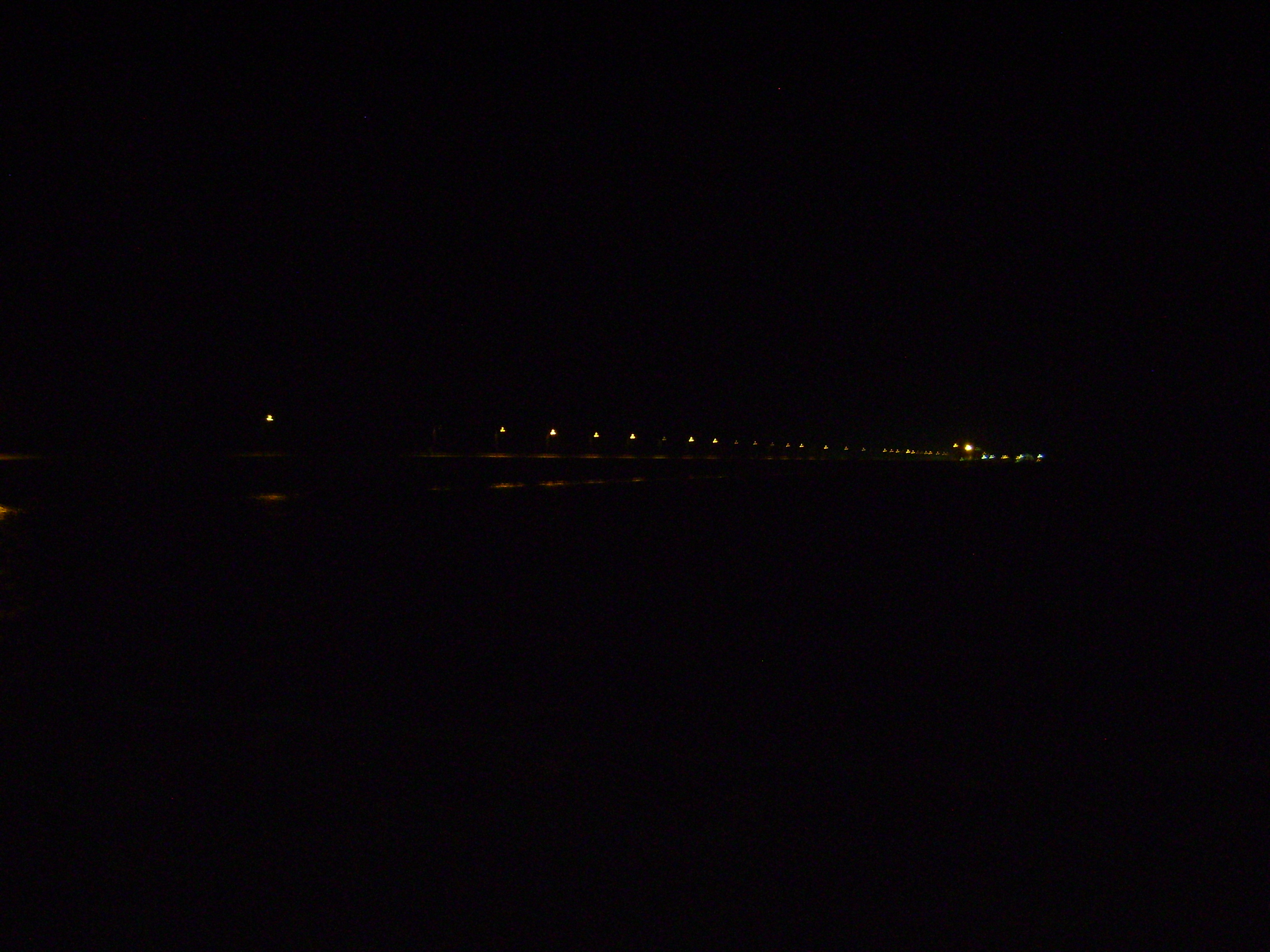
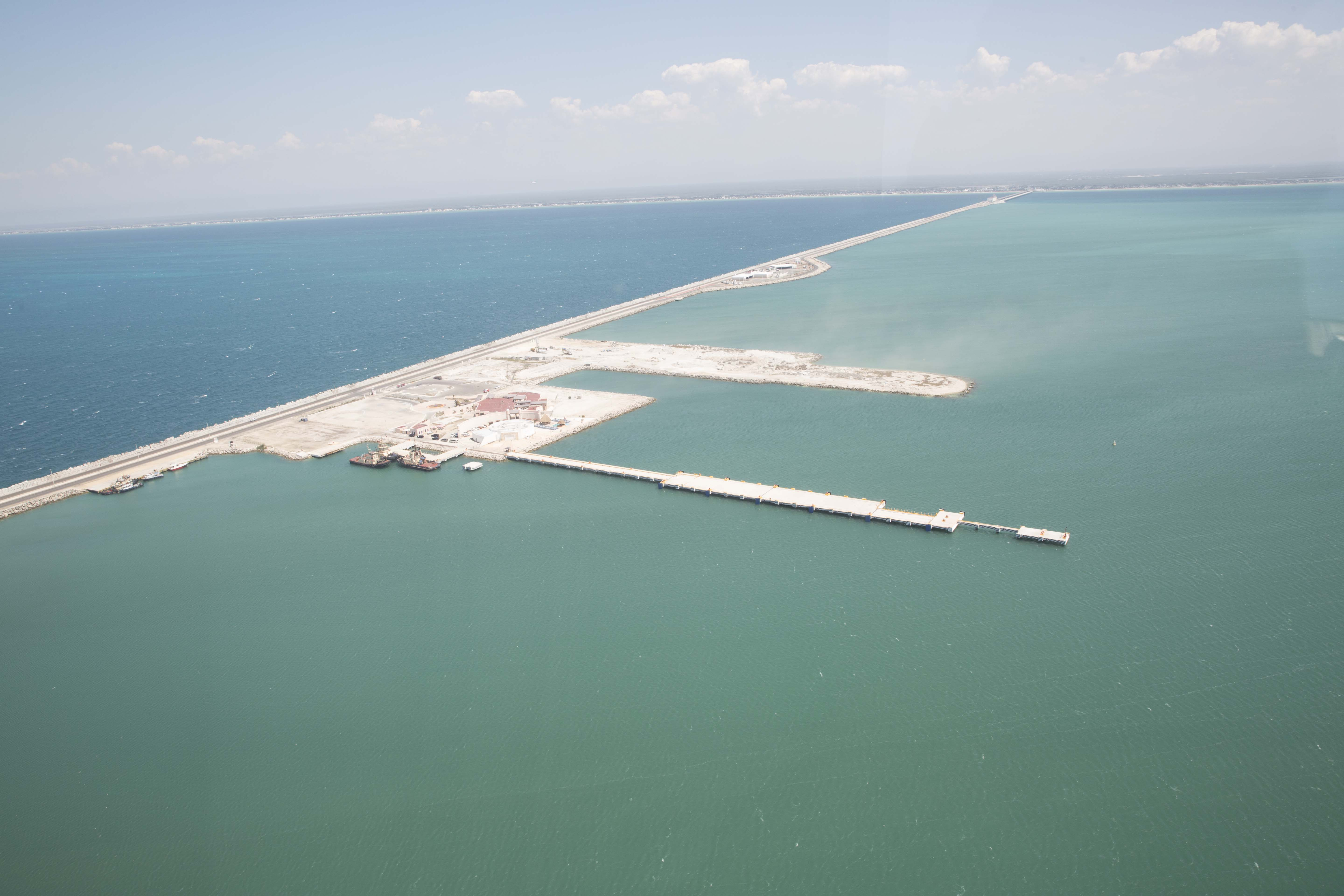